# Хабаровка (приток Курьи)
Хабаровка (в нижнем течении — Бобровка) — река в России, течёт по территории Котласского и Красноборского районов Архангельской области. Впадает в протоку Песчанский Полой (Курья). Длина реки составляет 12 км.

## Данные водного реестра
По данным государственного водного реестра России относится к Двинско-Печорскому бассейновому округу, водохозяйственный участок реки — Северная Двина от впадения реки Вычегда до впадения реки Вага, речной подбассейн реки — Северная Двина ниже места слияния Вычегды и Малой Северной Двины. Речной бассейн реки — Северная Двина.
Код объекта в государственном водном реестре — 03020300112103000025643.